# Влашановка
Влашановка (укр. Влашанівка) — село в Изяславском районе Хмельницкой области Украины.
Население по переписи 2001 года составляло 296 человек. Почтовый индекс — 30364. Телефонный код — 3852. Занимает площадь 0,948 км². Код КОАТУУ — 6822186602.
В селе родился Герой Советского Союза Николай Захарчук.

## Местный совет
30364, Хмельницкая обл., Изяславский р-н, с. Сахновцы, ул. Октябрьская, 2